# Carrhotus taprobanicus
Carrhotus taprobanicus là một loài nhện trong họ Salticidae.
Loài này thuộc chi Carrhotus. Carrhotus taprobanicus được Eugène Simon miêu tả năm 1902.